# 坪坦乡
坪坦乡，是中华人民共和国湖南省怀化市通道侗族自治县下辖的一个乡镇级行政单位。

## 行政区划
坪坦乡下辖以下地区：
坪坦村、横岭村、坪日村、阳烂村、高团村、高上村、高升村、克中村、高本村、三层村和双扒村。

## 中国传统村落
2013年8月，坪坦村被评为第二批中国传统村落。